# Zahir Tanin
Zahir Tanin (persa: ظاهر طنين), 1 de mayo de 1956) es un diplomático afgano, desde 2015 Representante Especial del Secretario General de Naciones Unidas para Kosovo.

## Carrera
Tanin se graduó en la Universidad de Medicina de Kabul.
Comenzó su carrera en 1980 trabajando como periodista en Kabul. Fue redactor jefe de las revistas Akhbar-e-Haftah y Sabawoon hasta 1992, y, además, fue vicepresidente de la Unión de Periodistas de Afganistán entre 1987 y 1992.
Más tarde fue investigador en Relaciones Internacionales de la Escuela de Economía y Ciencia Política de Londres durante dos años (1994 y 1995).
Posteriormente trabajó durante once años con el Servicio Mundial de la BBC: como productor entre 1995 y 2001, y luego como redactor hasta 2006, para Afganistán y Asia Central hasta el año 2003, después de Afganistán.

### Naciones Unidas
Como Representante Permanente de Afganistán, Tanin participó en las reuniones de la Asamblea General de la ONU como miembro de la delegación de su país desde 2007, y realizó declaraciones en nombre del Gobierno de Afganistán en el Consejo de Seguridad de la ONU, la Asamblea General de la ONU, y en otros eventos y organismos tanto dentro como fuera de la ONU.
Tanin viajó a reuniones de todo el mundo para representar a su país, incluyendo la conferencia de Río+20 en junio de 2012, la cuarta Conferencia de las Naciones Unidas sobre los Países Menos Desarrollados, celebrada en Estambul en junio de 2011, y como jefe de la delegación de las convenciones anuales de LDC conferencias en Lisboa en 2010, en Delhi en 2011. Asistió también a la reunión ministerial del Movimiento de Países No Alineados en Cuba en 2009. Tanin también fue vicepresidente de la sexagésimo tercera y sexagésimo quinta sesiones de la Asamblea General, y en la sexagésimo séptima sesión, como presidente de la cámara.
Tanin fue nombrado vicepresidente del Grupo de Trabajo de composición abierta y presidente de las Negociaciones Intergubernamentales sobre la reforma del Consejo de Seguridad durante la sexagésimo tercera Asamblea General en 2008. Fue reelegido para presidir las negociaciones en curso, durante las sesiones número 64, 65, 66, 67 y 68. Desde este cargo ejerció diversos discursos, por ejemplo en Brasil y en Roma en 2009, o en la conferencia sobre la Reforma del Consejo de Seguridad, también en Roma.
En nombre de Afganistán, Tanin asumió como vicepresidente del «Comité para el ejercicio de los derechos inalienables del pueblo palestino» en 2006, y presidió y asistió a reuniones en todo el mundo.